# Свети Илија (Пела)
Свети Илија (грч. Προφήτης Ηλίας, Профитис Илијас) је насељено место у општини Вртикоп у периферији Средишња Македонија, Грчка. Према попису из 2021. године било је 890 становника.
Према бугарском географу и историчару, Василу Канчову, у Светом Илији је 1900. године живело 310 Словена хришћана и 220 Турака. Године 1924. турско становништво је принудно исељено у Турску а на њихово место је насељен већи број грчких избегличких породица из Турске, укупно 242 особе. На попису из 1940. године Свети Илија је имао 998 становника, од чега 405 Словена а 593 Грка.